# Paul Badura-Skoda

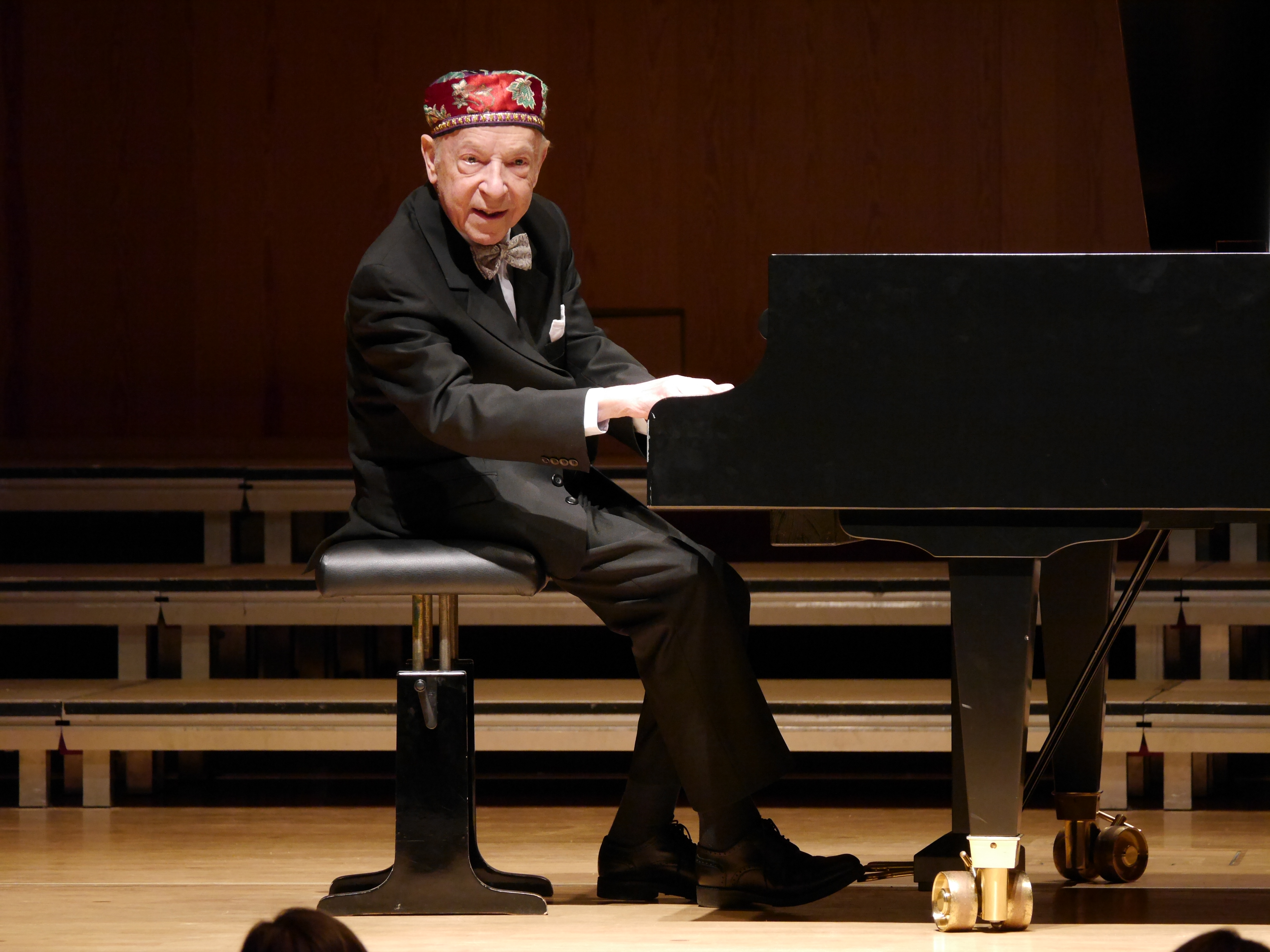
Paul Badura-Skoda

Paul Badura-Skoda (6 de Outubro de 1927 - 25 de Setembro de 2019) foi um pianista austríaco muito conhecido pelas suas apresentações com obras de Mozart, Beethoven e Schubert, muito embora abordasse um extenso repertório que incluía obras de Chopin ou Ravel. 
Era igualmente conhecido pelas suas apresentações em instrumentos históricos e possuía alguns. Como artista de sucesso, Badura-Skoda gravou mais de 200 discos, os quais incluem muitas obras gravadas em diferentes pianos, com a finalidade de destacar o som dos mesmos.

## Gravações
- Wolfgang Amadeus Mozart. Pianoforte Sonatas. Fortepian Johann Schantz da década de 1790. Astree Naive.
- Wolfgang Amadeus Mozart. Works for piano. Fortepian Anton Walter da década de 1790. Gramola.
- Paul Badura-Skoda with Musica Florea. Wolfgang Amadeus Mozart. Piano concertos K.271, K.414.  Fortepian Anton Walter da década de 1792 (Paul McNulty). Arcana.
- Franz Schubert. Fantaisie Pour le Piano-forte. Fortepian Conrad Graf da década de 1824. Astree.
- Charles Mackerras, Paul Badura-Skoda, Polish Radio Symphony Orchestra. Shostakovich. Symphony No.9; Scriabin, Piano Concerto; Dvořák, Symphonic Variations. Pristine Audio.
- Paul Badura-Skoda, Vienna Symphony Orchestra, Henry Swobod. Rimsky-Korsakov. Piano Concerto. Pristine Audio.